# ROH 데스 비포 디스아너
데쓰 비포 디스아너는 링 오브 오너가 주관하는 월간 페이퍼뷰로 원래는 페이퍼뷰가 아닌 하우스 쇼로 진행되었으나
2010년부터 페이퍼뷰 방식으로 변경되었다.

## 결과

### 2010년
- 다크 매치 1 : 브라바도 형제 (랜스 & 할름)가 수아브 & 마이크 시달에게 승리
- 다크 매치 2 : 바비 뎀프씨 & 그리즐리 레드우드가 어네스토 오시리스 & 립 임팩트에게 승리
- 캐빈 스틴이 엘 제네리코에게 승리
- 올 나잇 익스프레스 (캐니 킹 & 레트 티튜스)가 치치 & 클라우디에게 승리
- 딜리리어스가 오스틴 에리즈에게 실격승
- 로데릭 스트롱이 스티브 코리노 , 에디 에드워즈, 콜크 카바나 , 숀 디바리 , 타이슨 덕스와의 토네이더 건들릿 경기에서 승리하고 RoH 월드 타이틀 도전권 획득
- 크리스토퍼 다니엘스가 캐비 오메가와의 픽 6 콘텐더 시리즈 경기에서 승리
- 킹스 오브 레슬링 (클라우디오 캐스터그놀리 & 크리스 히어로)가 브리스코 형제와의 No DQ 방식으로 진행된 RoH 월드 태그팀 타이틀 방어전에서 승리
- 타일러 블랙이 데이비 리쳐즈를 꺾고 RoH 월드 타이틀 방어에 성공

## 같이 보기
- 링 오브 아너